# Steytelinck Park
Steytelinck Park är en park i Belgien. Den ligger i den centrala delen av landet, 40 km norr om huvudstaden Bryssel. Steytelinck Park ligger 23 meter över havet.
Terrängen runt Steytelinck Park är mycket platt. Runt Steytelinck Park är det mycket tätbefolkat, med 1 632 invånare per kvadratkilometer.. Närmaste större samhälle är Antwerpen, 5,6 km norr om Steytelinck Park.
Runt Steytelinck Park är det i huvudsak tätbebyggt.